# Kepler-160
Désignations
Kepler-160 est une étoile de la séquence principale située à environ la largeur de notre bras galactique dans la constellation de la Lyre, étudiée en détail pour la première fois par la mission Kepler, une opération dirigée par la NASA chargée de découvrir des planètes telluriques. L'étoile, qui est très similaire au Soleil en termes de masse et de rayon,[réf. nécessaire],  possède trois planètes confirmées et une planète non confirmée en orbite autour d'elle.

## Caractéristiques
L'étoile Kepler-160 est assez vieille, ne possédant pas de disque circumstellaire détectable. La métallicité de l'étoile est inconnue, avec des valeurs contradictoires de 40 % ou 160 % de métallicité solaire rapportées,.
Malgré la présence d'au moins une planète potentiellement semblable à la Terre (KOI-456.04), la recherche Breakthrough Listen d'intelligence extraterrestre n'a trouvé aucune technosignature potentielle.

## Système planétaire
Les deux planètes candidates du système Kepler-160 ont été découvertes en 2010, publiées début 2011 et confirmées en 2014. Les planètes Kepler-160 b et Kepler-160 c ne sont pas en résonance orbitale malgré un rapport de périodes orbitales proche de 1:3.
Une autre planète rocheuse candidate en transit, KOI-456.04, située dans la zone habitable, a été détectée en 2020[réf. nécessaire], et d'autres planètes non-transitoires sont suspectées en raison des résidus dans la solution des variations de temps de transit. D'après ce que les chercheurs peuvent dire, KOI-456.04 semble avoir moins de deux fois la taille de la Terre et orbite apparemment autour de Kepler-160 à peu près à la même distance de la Terre au Soleil (une orbite complète dure 378 jours). Peut-être plus important encore, elle reçoit environ 93 % de la lumière que la Terre reçoit du Soleil. Donc en supposant une atmosphère avec un effet de serre comparable à celui de la Terre, sa température pourrait être d’environ 5 °C, soit environ dix degrés de moins que la température moyenne sur Terre,. La planète candidate non-transitoire Kepler-160 d a une masse comprise entre environ 1 et 100 masses terrestres et une période orbitale comprise entre environ 7 et 50 jours[réf. nécessaire].
| Compagnon (par ordre d'étoile) | Masse    | Demi-grand axe ( UA )  | Période orbitale ( jours )  | Excentricité | Inclinaison | Rayon                 |
| ------------------------------ | -------- | ---------------------- | --------------------------- | ------------ | ----------- | --------------------- |
| b                              | —        | 0,05511+0,0019 −0,0037 | 4.309397+0,000013 −0,000012 | 0            | —           | 1.715+0,061 −0,047 R🜨 |
| c                              | —        | 0,1192+0,004 −0,008    | 13,699429 ± 0,000018        | 0            | —           | 3.76+0,23 −0,09 R🜨    |
| d                              | 1—100 M🜨 | —                      | 7—50                        | —            | —           | —                     |
| e (non confirmé)               | —        | 1.089+0,037 −0,073     | 378.417+0,028 −0,025        | 0            | —           | 1,91+0,17 −0,14 R🜨    |